# Frederick William Faber
Pour les articles homonymes, voir Faber.
Frederick William Faber (né le 28 juin 1814 à Calverley, Yorkshire - mort le 26 septembre 1863 à Londres), est un poète et théologien britannique, converti au catholicisme ; il devient membre de la congrégation de l'Oratoire. Il est le fondateur de l'Oratoire de Londres (Brompton Oratory).

## Biographie
Une grande partie de son enfance se passe dans le Westmorland. Il étudie ensuite à Harrow et au Balliol College d'Oxford. Il obtient une bourse en 1835, et devient membre du prestigieux University College d'Oxford. Ses rédactions poétiques le conduisent à l'obtention du prix Newdigate, pour un poème concernant les Chevaliers de Saint John (« The Knights of St John »), obtenant les éloges de John Keble. Il se lie d'amitié avec Dean Stanley et Roundell Palmer.
En janvier 1837, il est élu « Fellow » de la « National Scholars Foundation ». Entre-temps, après avoir rejeté la théologie calviniste, il devient l'un des partisans de John Henry Newman, principal leader du Mouvement d'Oxford. En 1841, après un voyage sur le continent, il écrit un roman : « Sights and Thoughts in Foreign Churches and among Foreign Peoples » (publié en 1842). Il devient prêtre d'Elton dans le Cambridgeshire. Cependant il retourne sur le continent afin d'observer les méthodes de l'Église catholique romaine, et se convertit au catholicisme après plusieurs années de lutte et de conflit intérieur en novembre 1845.
Il fonde une communauté religieuse dans Cotton Hall, appelée "Wilfridians", mais qui fusionne avec la congrégation de l'Oratoire, dont John Henry Newman est le supérieur. Celui-ci décide de la fondation d'un deuxième Oratoire à Londres, après celui de Birmingham. Il aura pour supérieur Frederick William Faber, qui le dirige jusqu'à sa mort. Il continue alors d'écrire des livres de théologies, ainsi que des Vies de saints ayant appartenu à la congrégation de l'Oratoire.
Frederick William Faber a souffert pendant des années, développant ce qui a finalement été diagnostiqué comme une néphrite chronique, et qui devait s'avérer fatale.

## Écrits
Frederick William est un poète et théologien britannique. Converti au catholicisme il rejoint le cardinal John Henry Newman dans la congrégation de l'Oratoire,.
Dites de bonne paroles

« Les bonnes paroles sont la musique céleste de ce monde. C'est comme la voix d'un ange qui se serait fourvoyé sur notre terre, et dont les accents immortels blesseraient suavement les cœurs, et déposeraient en nous quelque chose de la nature des anges.

De bonnes paroles peuvent remettre les affaires les plus embrouillées. En réalité, un cœur inaccessible au pardon est un monstre assez rare. Presque tout le monde se lasse des querelles, même les plus justes. Celles mêmes où tous les torts sont d'un côté, et qui sont les plus difficiles à raccommoder, cèdent avec le temps à des paroles conciliantes.

Toute querelle a probablement sa source dans un malentendu, et ne subsiste que par le silence qui perpétue la mésintelligence. Lorsqu'un malentendu a vécu plus d'un mois, on peut en général le regarder comme inguérissable par des explications qui ne font dans ce cas que multiplier les malentendus. Alors de bonnes paroles, dont on ne verra des fruits qu'à force de persévérance, sont notre espérance unique, mais certaine. 

Elles n'expliquent rien, mais elles font mieux ; elles rendent l'explication inutile, et par là éviteront de rouvrir de vieilles plaies. Dans les circonstances que nous venons de citer, les bonnes paroles ont une vertu médicinale. Mais elles ont aussi leur vertu productive. Entre autres, elles donnent du Bonheur. »

— Frederick William Faber. Conférences spirituelles, Paris, Victor Retaux et Fils, 1893, p. 31-32.
Ses œuvres ont été majoritairement traduits en français par M.F. de Bernhardt (1834-1901) et proposé par le libraire-éditeur Ambroise Bray puis Retaux et Fils. Certaines versions ont été traduites par l'abbé de Valette (1832-1889).

## Compositeur d’hymnes
Faber était un prédicateur éloquent et un homme plein de charme et de caractère. Cependant son nom est principalement gravé dans les mémoires comme compositeur d’hymnes.
Parmi ses plus connues :
- Faith of Our Fathers / Foi de nos Pères
- There’s a Wideness in God’s Mercy / Il y a une grandeur de la miséricorde de Dieu
- The Greatness of God / La grandeur de Dieu
- The Will of God / L’œuvre de Dieu
- The Eternal Father / Le Père éternel
- The God of my Childhood / Le Dieu de mon enfance
- Jesus is God / Jésus est Dieu
- The Pilgrims of the Night / Les pèlerins de la nuit
- The Land beyond the Sea / La terre au-delà de la mer
- I was wandering and weary / J'étais errant et fatigué
- The Shadow of the Rock / L’ombre du rocher

## Autres écrits
En plus de nombreuses brochures et des traductions, Faber publia les ouvrages suivants :

- All for Jesus / Tout pour Jésus
- The Precious Blood / Le Précieux Sang
- Bethlehem
- The Blessed Sacrament / Le Saint-Sacrement
- The Creator and the Creature / Le Créateur et la créature
- Growth of Holiness / La croissance de la sainteté
- Spiritual Conferences / Conférences spirituelles
- The Foot of the Cross (8 vols., London, 1853-1860). / Le pied de la Croix

## Source
- (en) Cet article est partiellement ou en totalité issu de l’article de Wikipédia en anglais intitulé « Frederick William Faber » (voir la liste des auteurs).